# Pampered Menial
(da "Julia")
Pampered Menial è il primo album dei Pavlov's Dog, pubblicato nel 1975 dapprima dalla Dunhill e, a seguito della decisione di quest'ultima di non seguire più la band statunitense, dalla loro nuova etichetta, la Columbia.

## Il disco
Pampered Menial è il primo disco in studio dei Pavlov's Dog, band formatasi nel 1972 a St. Louis.
Nell'edizione speciale dei magazine Q & Mojo intitolata Pink Floyd & The Story of Prog Rock, Pampered Menial viene classificato al #26 posto tra i "40 Cosmic Rock Albums".
Relativamente a Pampered Menial, Surkamp dichiarò: «Registrammo in modo molto istintivo, come se suonassimo dal vivo ed in effetti la resa finale fu molto simile a come suonavamo in concerto. Nel gruppo c'erano molti musicisti e ognuno cercava di dare il massimo: eravamo una band molto rumorosa, così anch'io cantavo usando la voce come se fosse uno strumento musicale per emergere sugli altri».

## Tracce
1. "Julia" (David Surkamp) – 3:10
2. "Late November" (David Surkamp, Steve Scorfina) – 3:13
3. "Song Dance" (Mike Safron) – 4:59
4. "Fast Gun" (David Surkamp) – 3:04
5. "Natchez Trace" (Steve Scorfina) – 3:42
6. "Theme from Subway Sue" (David Surkamp) – 4:25
7. "Episode" (David Surkamp) – 4:04
8. "Preludin" (Siegfried Carver) – 1:36
9. "Of Once and Future Kings" (David Surkamp) – 5:32

## Formazione
- David Surkamp: voce e chitarra
- Steve Scorfina: chitarra
- Rick Stockton: basso
- Mike Safron: batteria
- David Hamilton: tastiere
- Doug Rayburn: mellotron e flauto
- Siegfried Carver: violino